# Xã Calmar, Quận Winneshiek, Iowa
Xã Calmar (tiếng Anh: Calmar Township) là một xã thuộc quận Winneshiek, tiểu bang Iowa, Hoa Kỳ. Năm 2010, dân số của xã này là 1.899 người.